# Klangholz (Musikinstrumentenbau)
Als Klangholz (auch Tonholz) bezeichnet man Holz, das sich nach Art, Qualität und Lagerung für den Bau von Musikinstrumenten eignet und für den Gesamtklang des Instruments entscheidend ist. Vorwiegend wird Holz verwendet, welches langsam gewachsen ist und dadurch enge Jahresringe hat. Weiterhin muss es möglichst gerade gewachsen sein, wenig Äste aufweisen und seine Schallgeschwindigkeit sollte möglichst hoch sein. Je nach Verwendungszweck werden verschiedene Holzarten bevorzugt. Klangholz wird viele Jahre lang gelagert und luftgetrocknet, um sicherzugehen, dass möglichst alle Spannungen im Holz abgebaut worden sind.

## Geigenbau
Bei Streichinstrumenten ist im Normalfall die Decke aus Fichte (Picea abies L.). Die Güte des Deckenholzes wird sowohl durch optische als auch durch physikalische Kenngrößen bestimmt. So soll das Holz einen gleichmäßigen und engringigen Jahrringabstand haben und nur einen geringen Spätholzanteil. Darüber hinaus soll das Holz für die Decke eine hohe Elastizität und hohe Schallgeschwindigkeit aufweisen. Dabei ist besonders die Haselfichte, eine Wuchsvarietät der Fichte in Bergwäldern, als bestes Klangholz bekannt. In der älteren Literatur, vor allem aus der Mitte des 19. Jahrhunderts, wird oft auch die Verwendung von Tanne (Abies alba Mill.) als Deckenholz beschrieben. Bei dendrochronologischen Untersuchungen ergab sich aber nur bei knapp 5 % der Instrumente die Holzart Tanne. Boden, Zargen und Hals sind aus Bergahorn (Acer pseudoplatanus). Wegen der hohen Beanspruchung durch das Drücken der Saiten ist das Griffbrett meist aus Ebenholz.

## Zupfinstrumentenbau
Bei klassischen akustischen Gitarren besteht die Resonanzdecke traditionellerweise aus europäischer Fichte (Picea abies).
Neben der europäischen Fichte werden jedoch auch amerikanische Fichtenarten wie Sitka (Picea sitchensis) und Engelmann-Fichte (Picea engelmannii) sowie Adirondack (Picea rubens) und teilweise sogar Douglasie (Pseudotsuga menziesii) verwendet. Japanische Gitarrenbauer verwendeten für ihre Gitarren die einheimische Sachalin-Fichte (Picea glehnii), welche jedoch nur in sehr limitierten Mengen verfügbar ist.
In den 1960er Jahren begann der spanische Gitarrenbauer José Ramirez III damit, mit Kanadischer Rotzeder (Thuja plicata) als Tonholz für die Resonanzdecken seiner Gitarren zu experimentieren. Er war damit erfolgreich, und diese Holzart etablierte sich als beliebtes Resonanzholz sowohl für klassische als auch für Flamenco-Gitarren.
Gitarren mit Resonanzdecken aus Rotzeder klingen im Vergleich zu Gitarren mit Fichtendecken etwas lauter und wärmer bzw. dunkler. Gitarren mit Rotzederndecke klingen im Neuzustand bereits reifer als Neugitarren mit Fichtendecke. Gitarren mit Fichtendecke müssen über längere Zeit eingespielt werden, damit ihr volles Klangpotenzial entwickelt werden kann. Fichtendecken sind aber im Vergleich zu Rotzederndecken in der Lage, ein viel größeres Spektrum an Klangfarben wiederzugeben, vorausgesetzt, dass das Instrument über eine gute Konstruktion verfügt. Fichtendecken können sich über Jahrzehnte klanglich positiv weiterentwickeln, während dies bei Zederndecken, die zudem meist eine etwas größere Dicke als Fichtendecken aufweisen, nicht im gleichen Ausmaß der Fall ist.
Seit neuerer Zeit wird vor allem von amerikanischen Gitarrenbauern auch Redwood (Sequoia sempervirens) für Resonanzdecken von klassischen Gitarren eingesetzt.

## Klavierbau
Tasteninstrumente wie Klaviere, Cembali und andere besitzen zur Klangerzeugung bzw. Verstärkung einen Resonanzboden aus Fichte (Picea abies L.). Dieser wird aus mehreren Lamellen unterschiedlicher Breite zusammengesetzt und auf eine definierte Stärke gebracht. Die Lamellen verlaufen entweder kantenparallel oder diagonal. Auf dem Resonanzboden sitzt der Steg mit den darüber gespannten Saiten. Die Güte eines Resonanzbodens wird durch die Auswahl des Fichtenholzes bestimmt. Dieses soll einen gleichmäßigen Jahrringabstand und einen geraden Jahrringverlauf besitzen und muss darüber hinaus frei von Ästen, Harztaschen oder sonstigen Veränderungen sein. Der Saitenzug beträgt bei Konzertflügeln mehrere zehn Kilonewton.

## Holzblasinstrumentenbau
Holzblasinstrumente, wie Klarinetten und Oboen, werden häufig aus Grenadill-, Buchsbaum- oder Ebenholz hergestellt.
Tiefe Holzblasinstrumente werden aus Palisander, Ahorn oder Berg-Ahorn gefertigt.
Querflöten, die auch zu den Holzblasinstrumenten zählen, werden aus Metalllegierungen hergestellt, aber auch aus Ebenholz, Grenadill und anderen Palisanderarten.

## Weitere Klangholzarten
Im 19. Jahrhundert wurden in Spanien zur Herstellung der Zargen und Böden klassischer Gitarren vor allem folgende Holzarten verwendet:
- Mediterrane Zypresse (Cupressus sempervirens)
- Riegelahornholz (Acer pseudoplatanus)
- Rio-Palisander (Dalbergia nigra)

Vereinzelt waren jedoch auch andere exotische Holzarten verfügbar, welche aus spanischen Kolonien importiert wurden.
Heute wird eine Vielzahl an Holzarten für den Bau klassischer und Flamenco-Gitarren verwendet. Hier ist eine Liste der am häufigsten gehandelten Tonholzarten für den modernen Gitarrenbau:
- Ostindischer Palisander (Dalbergia latifolia)
- Madagaskar-Palisander (Dalbergia baronii)
- Amazonas-Palisander (Dalbergia spruceana)
- Honduras-Palisander (Dalbergia stevensonii)
- Riegelahornholz (Genetisch bedingte Variation geriegelter Holzfasern bei Bergahorn und Griechischer Ahorn)
- Königsholz (Dalbergia cearensis)
- Cocobolo (Dalbergia retusa)
- Palo Escrito (Dalbergia palo-escrito)
- Grenadill/Afrikanisches Schwarzholz (Dalbergia melanoxylon)
- Pau Ferro/Santos-Palisander (Machaerium scleroxylon)
- Padouk (Pterocarpus soyauxii)
- Jatoba (Hymenaea courbaril)
- Machiche (Lonchocarpus castilloi)
- Bubinga (Guibourtia tessmannii)
- div. Mahagoniarten (Swietenia spp)
- Makassar-Ebenholz (Diospyros celebica)
- Bocote (Cordia gerascanthus)
- Ovangkol (Guibourtia ehie)
- Wenge (Millettia laurentii)
- Ziricote (Cordia dodecandra)
- Walnuss (Juglans regia)
- Monterey-Zypresse (Cupressus macrocarpa)
- Kanadische Zypresse (Chamaecyparis nootkatensis)
- Koa-Akazie (Acacia koa)
- Blauglockenbaum (Paulownia)

## Ökologische Aspekte
Im Vergleich zum weltweiten Bedarf an exotischen Holzarten für die Möbel- und Luxusgüterindustrie macht der Bedarf an Tonholz nur einen relativ geringen Anteil von circa 3 % aus. Häufig sind es aber gerade diejenigen Holzarten, die aufgrund ihrer attraktiven Maserung und der exzellenten physikalischen Eigenschaften nicht nur von Instrumentenbauern besonders nachgefragt werden. Einige Holzarten werden immer knapper, und wenige  Holzarten wie z. B. Rio-Palisander und Kuba-Mahagoni wurden glücklicherweise gerade noch rechtzeitig unter Schutz gestellt und stehen heute auf der Artenschutzliste CITES.
Exotische Tonhölzer, welche im Gitarrenbau bevorzugt für Zargen und Böden verwendet werden, verfügen häufig über eine hohe Dichte, d. h., es sind schwere Holzarten, welche langsam gewachsen sind. Einige Baumarten benötigen mehrere hundert Jahre, um einen Stammdurchmesser zu erreichen, der ausreichend für die Herstellung von Tonholz für den Gitarrenbau ist. Die meisten dieser Holzarten kommen aus Drittwelt- oder Schwellenländern, wo bis heute das Bewusstsein für die Erhaltung der natürlichen Ressourcen, teilweise auch aus wirtschaftlichen Gründen, nicht vorhanden ist.
Die zunehmend mangelnde Verfügbarkeit einiger Holzarten steigert deren Popularität sogar noch, und dies treibt die Preise dieser Holzarten zusätzlich in die Höhe. Dies führt vielerorts noch immer zu verantwortungslosem Raubbau an der Natur.
Es ist für die Instrumentenbauer nicht einfach, auf die traditionellen Holzarten zu verzichten und auf Holzarten umzusteigen, welche aus garantiert nachhaltiger Forstwirtschaft stammen. Es gibt zwar FSC-zertifiziertes Holz, welches durchaus für Tonholz geeignet ist, jedoch ist die Auswahl zurzeit noch sehr eingeschränkt, und die Holzarten haben andere akustische Eigenschaften als die traditionellen Tonhölzer.
Traditionelle exotische Tonhölzer verfügen auch über ein großes Prestige auf dem Markt. Viele Instrumentenbauer sind skeptisch, auf alternative Tonhölzer umzusteigen, da sie befürchten, dass diese auf dem Markt nicht die gleichen Chancen haben. Trotzdem gibt es einige größere Tonholzhändler, die FSC-zertifiziertes Tonholz in ihr Sortiment aufgenommen haben und sich bemühen, das Angebot laufend zu erweitern.